# بنو (تشابهار)
بنو (بالفارسية: بنو) هي قرية تقع في البلدة المركزية في إيران. يقدر عدد سكانها بـ 274 نسمة بحسب إحصاء 2016.